# Carl Rodwell
Clifford Carl Rodwell (Cowra, 12 maggio 1944) è un ex cestista australiano.

## Carriera
Venne scelto al ventesimo giro del Draft NBA 1969 dagli Atlanta Hawks (217ª scelta assoluta).
Con l'Australia ha disputato le Olimpiadi del 1964, segnando 44 punti in 8 partite.